# Compostaggio di comunità
Tra il grande impianto industriale e quello domestico (compostiera) si colloca l'attività di compostaggio di comunità. Si tratta di piccole macchine utilizzate per accelerare il naturale processo di compostaggio a cui vengono sottoposti i rifiuti organici. Queste macchine vengono utilizzate per servire da poche decine ad alcune centinaia di utenze domestiche (famiglie) o la necessità di una mensa, di un albergo o altro produttore di scarti organici. Il compostaggio di comunità è spesso anche chiamato compostaggio elettromeccanico, qualora si utilizzino macchine elettromeccaniche (come in Italia), o compostaggio comunitario, compostaggio collettivo, compostaggio locale, compostaggio urbano, compostaggio in sito o compostaggio di prossimità. La caratteristica orografica del territorio italiano e la presenza di tanti piccoli Comuni, distanti dagli impianti di compostaggio, rende questa soluzione particolarmente interessante anche dal punto di vista economico.

## Le macchine
Il compostaggio di comunità è praticato, in Italia, con l'ausilio di piccoli o medi impianti elettromeccanici dove il processo aerobico viene mantenuto e accelerato dal continuo apporto d'aria e la massa viene rivoltata continuamente. Sul mercato esistono pochi prodotti tipicamente di produzione svedese (Joraform e BigHanna) e gli italiani City Net Ecologia & Ambiente e Betlee.
Questi impianti possono essere suddivisi in quelli che, al fine di muovere il materiale, hanno una camera ruotante (esempio cilindrica) o quelli che fanno uso di bracci meccanici. Un'altra suddivisione è quella che vede un'unica camera ove avvengono i processi oppure quelli che suddividono il processo nelle due fasi di stabilizzazione accelerata e l'altra di prima maturazione in camere separate. Di alcune macchine (per esempio BIG HANNA,City Net Ecologia & Ambiente e Beetle) esistono modelli in scala diversa che permettono il corretto dimensionamento secondo la necessità mentre per la Joraform è disponibile un solo modello. Come è noto la fornitura di strutturante è fondamentale nel processo di compostaggio che richiede, tra l'altro, il giusto bilanciamento tra carbonio (C) e azoto (N).
Nel compostaggio domestico lo strutturante è fornito da sfalci d'erba in quello industriale, di taglia elevata, è fornito anche da cassette in legno o da ramaglie frutto della gestione del verde e da eventuali sacchetti in carta paglia utilizzati dalla raccolta differenziata. Lo strutturante è anche fondamentale per abbassare l'umidità della miscela. L'umidità stessa potrebbe essere abbassata con l'utilizzo di un eventuale disidratatore posto a monte dell'impianto.
Nelle macchine per il compostaggio di comunità lo strutturante è fornito essenzialmente con l'apporto di segatura o di pellet. Pellet o segatura possono essere forniti automaticamente al conferimento dell'organico o aggiunti manualmente da un operatore.
La triturazione a monte del processo è anch'essa un fattore di differenza tra le macchine sul mercato. A favore della triturazione vi è la migliore miscelazione con lo strutturante. Di contro vi è la difficoltà di rimuovere eventuali impurezze (tipicamente buste di plastica) se queste vengono triturate trasformando il compost in rifiuto speciale . Un biotrituratore, posto accanto all'impianto, potrebbe essere utilizzato per la produzione di segatura da cassette in legno o da ramaglie. Un altro aspetto è quello relativo le emissioni d'aria che vengono o meno trattate con biofiltri.
I tempi di compostaggio dichiarati dai produttori sono dell'ordine di 35 giorni.

## Impianti esistenti
Il compostaggio di comunità inizia a diffondersi in Italia con alcune installazioni già realizzate.
| Comune                           | Ente                                   | Provincia | Macchina  | Modello      | Provenienza scarti                            |
| -------------------------------- | -------------------------------------- | --------- | --------- | ------------ | --------------------------------------------- |
| Rosora                           | Gruppo Loccioni                        | Ancona    | Joraform  | JK5100       | Mensa                                         |
| Fenestrelle                      | Pracatinat                             | Torino    | Beetle    |              | Mensa                                         |
| Villa San Giovanni in Tuscia     | Comune                                 | Viterbo   | Big Hanna |              | RD porta a porta                              |
| Cuccaro Vetere                   | Comune                                 | Salerno   | Joraform  | JK5100       | Conferimento cittadini                        |
| Roma                             | ENEA CR Casaccia                       | Roma      | Joraform  | JK5100       | Mensa                                         |
| Bordighera                       | Comune                                 | Imperia   | Joraform  | Biocontainer | Rifiuti organici da grandi produttori         |
| Formicola                        | Comune (isola ecologica)               | Salerno   | Joraform  | JK5100       | Rifiuti organici mercatali e RD porta a porta |
| Barone Canavese                  | Comune (isola ecologica)               | Torino    | Joraform  | JK5100       | Conferimento cittadini                        |
| Santo Stefano Quisquina          | Comune                                 | Agrigento | Ecompost  | C-150        | Conferimento cittadini                        |
| Levata di Curtatone              | Asilo Corte Verde                      | Mantova   | Joraform  | JK5100       | Mensa Asilo                                   |
| Taurianova                       | Comune (Isola ecologica)               | RC        | Joraform  | JK5100       | Conferimento cittadini in isola ecologica     |
| Tivoli - quartiere Villa Adriana | parco Comunale "il Sogno di Malala"    | Roma      | CRTEC     | bio Bi 50 kT | Conferimento cittadini                        |
| Tivoli - quartiere Campolimpido  | area attrezzata in zona Mercato        | Roma      | EcoPans   | 80 t         | Conferimento cittadini-Gestione diretta       |
| Tivoli - quartiere centro urbano | area attrezzata in parcheggio pubblico | Roma      | EcoPans   | 80 t         | Conferimento cittadini-Gestione diretta       |
| Spezzano Albanese                | Comune (Isola Ecologica)               | CS        | Joraform  | JK5100       | Umido Isola Ecologica                         |

Situazione al 01 Agosto 2019

## Galleria d'immagini

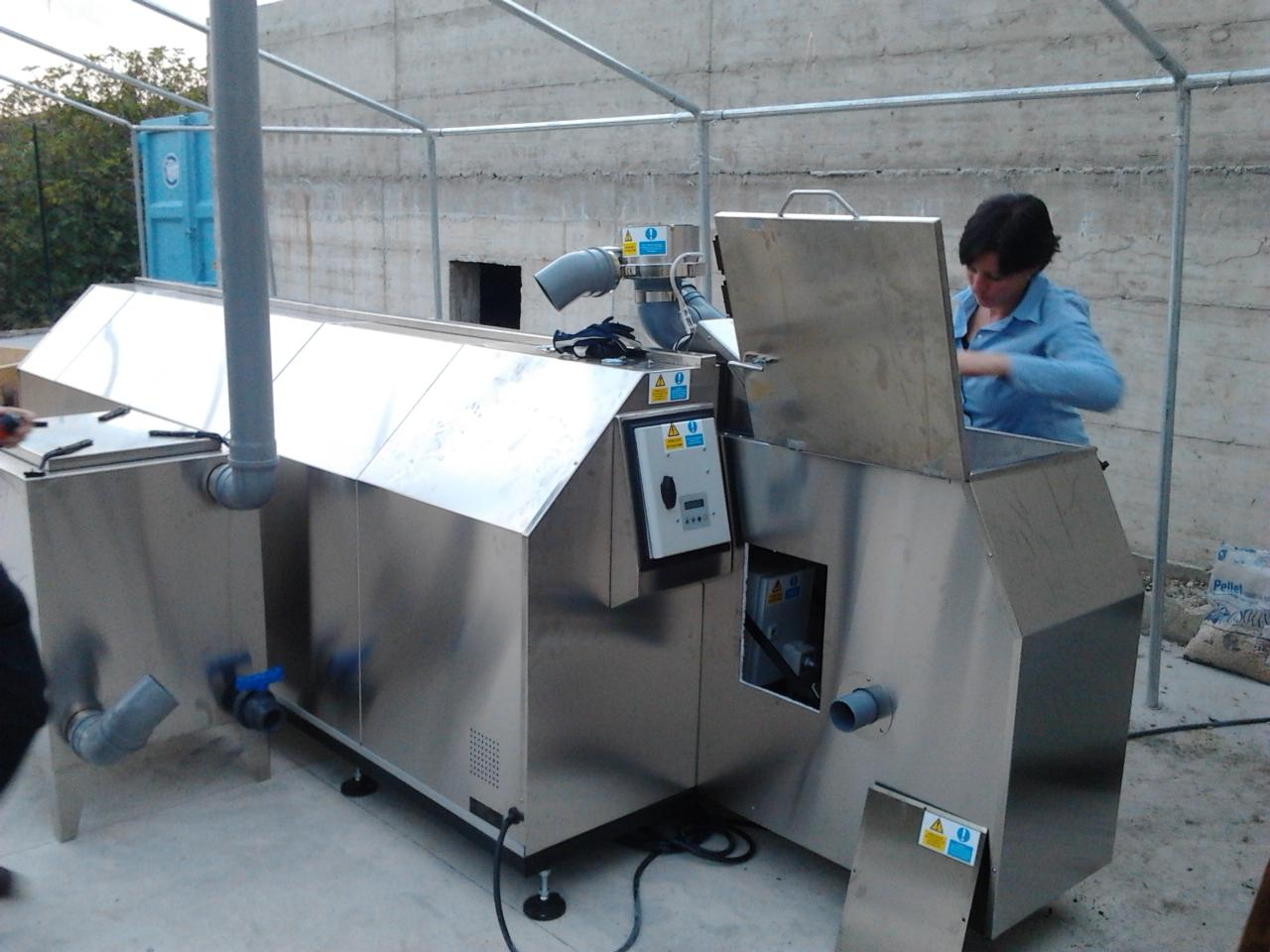
Installazione Big Hanna, Ott.2011 Villa San Giovanni in Tuscia (VT)
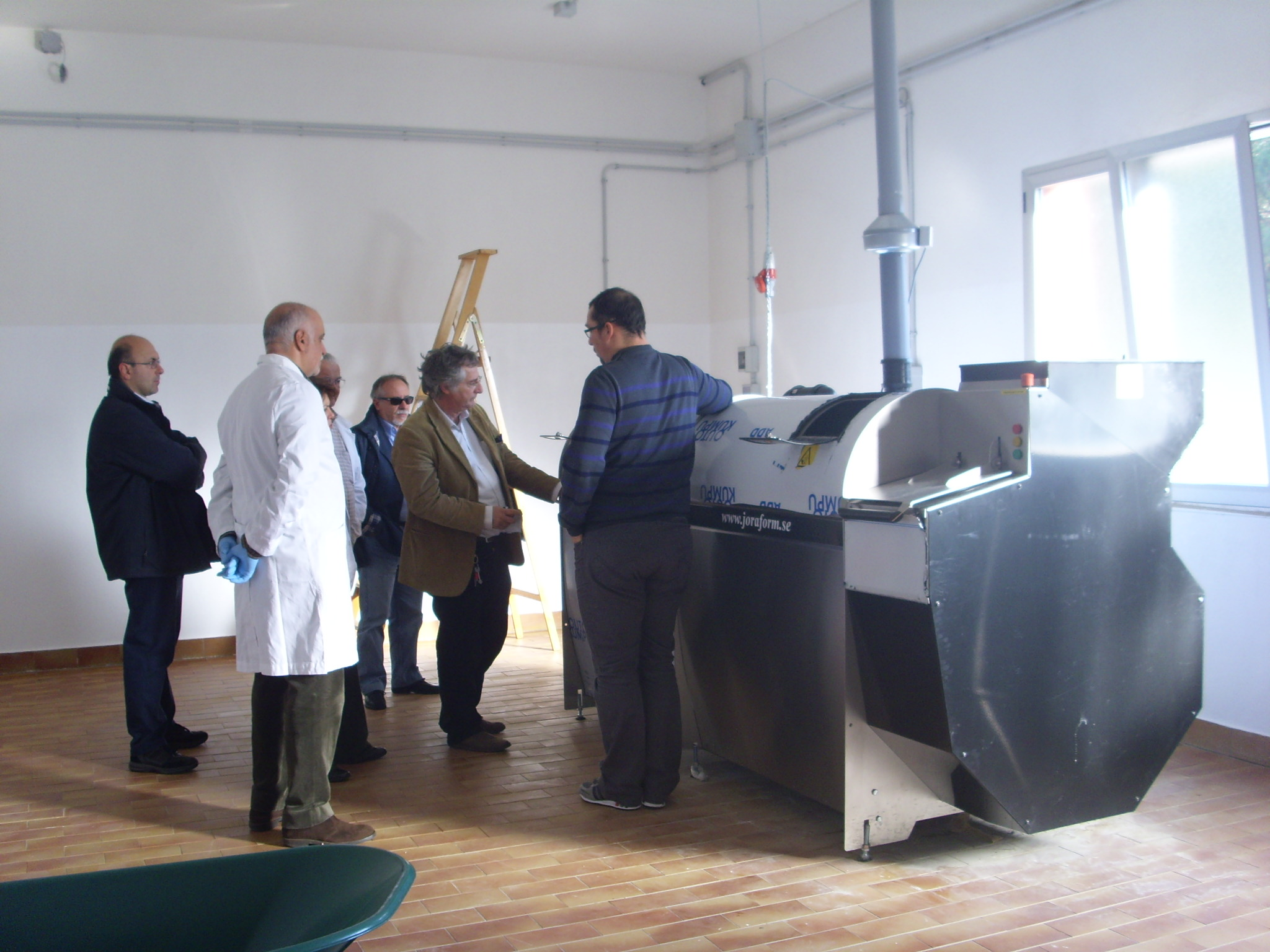
Installazione dello Joraform presso ENEA, CR Casaccia (RM)
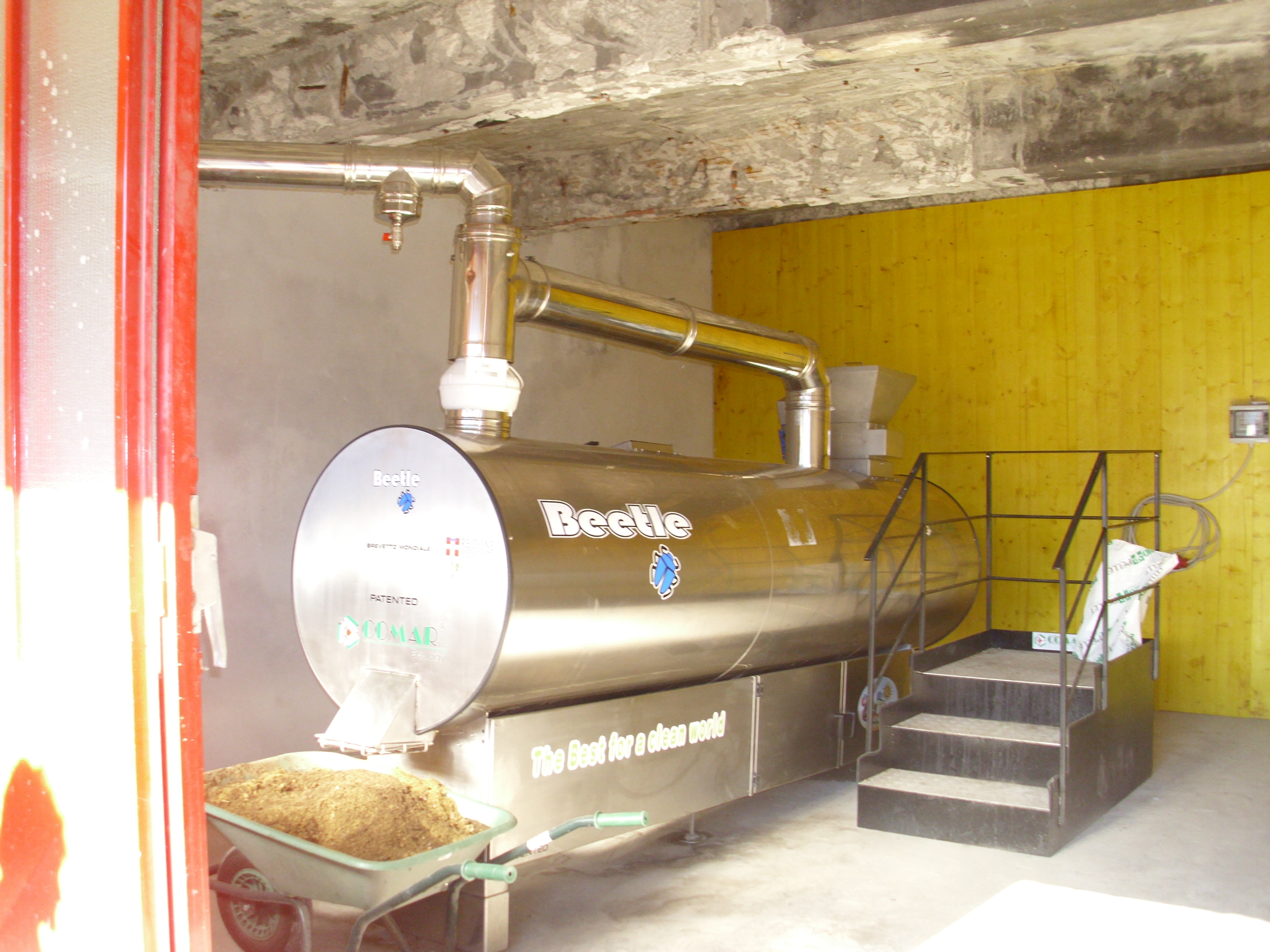
Impianto Beetle presso Pracatinat, Fenestrelle (TO)

Comune di Tivoli : 3 compostiere di Comunità attive, Comune di Cesa, Altavilla Irpina , Cuccaro Vetere , Tortorella, Castello del Matese,Castel di Sasso , Conza della Campania, Cuccaro Vetere impianti di comunità da 60 tons anno costruttore City Net Ecologia & Ambiente www.city-net.it